# 塞浦路斯奧林匹克委員會
塞浦路斯奧林匹克委員會（The Cyprus National Olympic Committee）是塞浦路斯的國家奧林匹克委員會。該組織成立於1974年，是國際奧林匹克委員會和歐洲奧林匹克委員會的成員。1980年，首次派員參加在蘇聯莫斯科舉行的夏季奧運會。
現時，塞浦路斯奧林匹克委員會的總部設在首都尼科西亞，主席是Ouranios Ioannides。

## 資料來源
1. ↑  .   [2014-05-24]. （原始内容存档于2009-02-20）.